# Jerônymo Monteiro
Jerônymo Monteiro (São Paulo, 11 de dezembro de 1908 – 1 de junho de 1970), de nome completo Jerônymo Barbosa Monteiro, foi um jornalista e um dos primeiros escritores brasileiros de ficção científica.

## Ficção científica
Fundou a Sociedade Brasileira de Ficção Científica em 1964 e, no início da década de 1970, tornou-se editor do Magazine de Ficção Científica, edição brasileira do The Magazine of Fantasy & Science Fiction estadunidense.
Na década de 1990, a Isaac Asimov Magazine (edição brasileira da Asimov's Science Fiction) criou um "Prêmio Jerônymo Monteiro" em homenagem ao escritor. Em 2016, o dia 11 de dezembro se tornou o "Dia da ficção científica brasileira".

## Atuação em outros campos
Monteiro também foi o idealizador de uma das primeiras séries radiofônicas de ação transmitidas no Brasil, As Aventuras de Dick Peter (1937), transmitidas pela Rádio Difusora. O personagem foi adaptado para literatura e para os quadrinhos, publicados no suplemento A Gazeta Juvenil do jornal A Gazeta, ilustrados por Abílio Corrêa e Messias de Mello,e na revista Cômico Colegial da editora La Selva, roteirizado por Syllas Roberg  e ilustrado por Jayme Cortez.
Trabalhou na Editora Abril, nas décadas de 1950 e 1960. Foi o primeiro editor da revista O Pato Donald. Traduziu para o português histórias em quadrinhos de Walt Disney, inventando os nomes de personagens Disney que subsistem até hoje no Brasil, como por exemplo, Tio Patinhas e Huguinho, Zezinho e Luizinho, entre outros.

## Morte
No dia 6 de março de 1970 adoeceu, passando a dividir seu tempo entre sua casa e o hospital. Faleceu em 1º de junho do mesmo ano vítima de um aneurisma na aorta.

## Obras
- O irmão do Diabo (1937), romance.
- As Aventuras de Dick Peter (1937), investigação.
- Três meses no século 81 (1947), romance.
- A cidade perdida (1948), romance.
- Fuga para parte alguma (1961), romance.
- Os Visitantes do Espaço (1963), romance.
- Tangentes da Realidade (1969), contos.